# Wahlkreis Saarbrücken
Der Wahlkreis Saarbrücken ist einer von drei Wahlkreisen für die Wahlen des saarländischen Landtags. Er umfasst den Regionalverband Saarbrücken (Landkreis Nummer 3 der Übersichtskarte).

## Wahl 2022
| Partei           | Spitzenkandidat der Wahlkreisliste | Stimmen in % |
| ---------------- | ---------------------------------- | ------------ |
| CDU              | Peter Strobel                      | 25,5         |
| SPD              | Ulrich Commerçon                   | 43,6         |
| Die Linke        | Birgit Huonker                     | 3.5          |
| AfD              | Josef Dörr                         | 5.4          |
| Grüne            | Anne Lahoda                        | 6.6          |
| FDP              | Roland König                       | 5.6          |
| Familie          | Amon Gadell                        | 0.9          |
| Freie Wähler     | Nadine Puhl                        | 1.6          |
| dieBasis         | Jörg Bur                           | 1.3          |
| bunt.saar        | Undine Löhfelm                     | 1.5          |
| Die Humanisten   | Fabian Grünewald                   | 0.2          |
| Die PARTEI       | Michael Franke                     | 1.3          |
| Tierschutzpartei | Klaus Stockum                      | 2.4          |
| Volt             | Sarah Hamm                         | 0.9          |

## Wahl 2017
Bei der Landtagswahl am 26. März 2017 im Saarland wurden im Wahlkreis Saarbrücken zwölf Abgeordnete über die Wahlkreisliste gewählt. Die Wahlbeteiligung betrug 67,1 %.
| Partei      | Spitzenkandidat der Wahlkreisliste | Stimmen in % | Gewählte Bewerber |
| ----------- | ---------------------------------- | ------------ | ----------------- |
| CDU         | Klaus Meiser                       | 36,5         | 5                 |
| SPD         | Ulrich Commerçon                   | 28,7         | 4                 |
| Die Linke   | Astrid Schramm                     | 15,6         | 2                 |
| Piraten     | Petra Litzenburger                 | 0,8          | -                 |
| Grüne       | Barbara Meyer-Gluche               | 5,2          | -                 |
| Familie     | Wojciech Malinowski                | 0,8          | -                 |
| FDP         | Oliver Luksic                      | 4,0          | -                 |
| NPD         | Peter Marx                         | 0,8          | -                 |
| FW          | Nadine Puhl                        | 0,4          | -                 |
| AfD         | Josef Dörr                         | 6,3          | 1                 |
| BGE         | -                                  | 0,2          | -                 |
| DBD         | Hans Peter Pflug                   | 0,1          | -                 |
| Die Einheit | Andrej Bott                        | 0,1          | -                 |
| Reformer    | Steffen Hällmayr                   | 0,2          | -                 |
| LKR         | Sven Wagner                        | 0,2          | -                 |

Über die Wahlkreisliste zogen folgende Kandidaten in den Landtag ein:
- CDU: Petra Fretter, Klaus Meiser, Peter Strobel, Bernd Wegner, Sascha Zehner
- SPD: Christiane Blatt, Ulrich Commerçon, Isolde Ries, Reiner Zimmer
- Die Linke: Dennis Lander, Astrid Schramm
- AfD: Josef Dörr

## Wahl 2012
Bei der Landtagswahl am 25. März 2012 im Saarland wurden im Wahlkreis Saarbrücken zwölf Abgeordnete über die Wahlkreisliste gewählt. Die Wahlbeteiligung betrug 59,3 %.
| Partei     | Stimmen in % | Gewählte Bewerber |
| ---------- | ------------ | ----------------- |
| CDU        | 32,8         | 5                 |
| SPD        | 29,6         | 4                 |
| Die Linke  | 18,1         | 2                 |
| PIRATEN    | 7,5          | 1                 |
| Grüne      | 6,2          | -                 |
| FDP        | 1,5          | -                 |
| FAMILIE    | 1,5          | -                 |
| NPD        | 1,2          | -                 |
| FW         | 1,0          | -                 |
| Die PARTEI | 0,7          | -                 |

Über die Wahlkreisliste zogen folgende Kandidaten in den Landtag ein:
- CDU: Peter Jacoby, Klaus Meiser, Gisela Rink, Peter Strobel, Bernd Wegner
- SPD: Volker Schmidt, Isolde Ries, Ulrich Commerçon, Christiane Blatt
- Die Linke: Rolf Linsler, Astrid Schramm
- Piraten: Andreas Augustin

## Wahl 2009
Am 30. August 2009 wurden im Wahlkreis Saarbrücken zwölf Abgeordnete über die Wahlkreisliste gewählt. Die Wahlbeteiligung betrug 64,6 %.
| Partei    | Spitzenkandidat der Wahlkreisliste | Stimmen in % | Gewählte Bewerber |
| --------- | ---------------------------------- | ------------ | ----------------- |
| CDU       | Peter Jacoby                       | 31,2         | 4                 |
| SPD       | Ulrich Commerçon                   | 24,3         | 3                 |
| FDP       | Horst Hinschberger                 | 9,3          | 1                 |
| Grüne     | Claudia Willger-Lambert            | 6,8          | 1                 |
| Die Linke | Rolf Linsler                       | 24,3         | 3                 |
| FAMILIE   | Patrik Kohl                        | 1,6          | -                 |
| FBU       | Günter Gabriel                     | 0,2          | -                 |
| FW        | Bernd Richter                      | 1,0          | -                 |
| NPD       | Frank Franz                        | 1,5          | -                 |

Über die Wahlkreisliste zogen folgende Kandidaten in den Landtag ein:
- CDU: Peter Jacoby, Martin Karren, Klaus Meiser, Gisela Rink
- SPD: Ulrich Commerçon, Isolde Ries, Volker Schmidt
- Die Linke: Birgit Huonker, Rolf Linsler, Astrid Schramm
- FDP: Horst Hinschberger
- Bündnis 90/Die Grünen: Claudia Willger-Lambert